# Steven Alan Hawley
Steven Alan Hawley dr. (Ottawa, Kansas, 1951. december 12.–) amerikai elméleti asztrofizikus, űrhajós.

## Életpálya
Több obszervatóriumban töltött gyakorlati időt. 1973-ban az University of Kansas keretében kitüntetéssel végző fizikus, csillagász. 1977-ben az University of California (Santa Cruz) keretében elméleti asztrofizikából doktorált.
1978. január 16-tól a Lyndon B. Johnson Űrközpontban űrhajóskiképzésben részesül űrhajósképzésben. Öt űrszolgálata alatt összesen 32 napot, 2 órát és 42 percet (771 óra) töltött a világűrben. Űrhajós pályafutását 2008. február 27-én fejezte be.

## Űrrepülések
- STS–41–D, a Discovery űrrepülőgép első repülésének küldetésfelelőse. Három kommunikációs műholdat állítottak pályára, folytatták a McDonnell Douglas vállalat kísérleti, kutatási, gyártási feladatait (CFES). A McDonnell Douglas partnere megbízásából az űreszközön nagy mennyiségű tisztított eritropoetint készítettek. Sikeres napelemtábla-kísérletet végeztek. A teljes szolgálatról filmfelvételt készítettek, amiből dokumentumfilm készült. Első űrszolgálata alatt összesen 6 napot, 00 órát és 12 percet (145 óra) töltött a világűrben. 4 007 000 kilométert (2 490 000 mérföldet) repült, 97-szer kerülte meg a Földet.
- STS–61–C, a Columbia űrrepülőgép 7. repülésének küldetésfelelőse. Feladatai közé tartozott egy műhold telepítése, valamint meghatározott kutatási, kísérleti feladatok végrehajtása. Egy űrszolgálata alatt összesen 6 napot, 2 órát és 3 percet (146 óra) töltött a világűrben. 4 069 481 kilométert (2 528 658 mérföldet) repült, 98-szor kerülte meg a Földet.
- STS–31, a Discovery űrrepülőgép 10. repülésének küldetésfelelőse. Hosszabb élettartam miatt a Hubble űrtávcsővet magasabb, 600 km-es pályára kellett állítani. Ez volt addig a legnagyobb magasság, amelyet egy amerikai űrrepülőgép elért. Elvégezték a meghatározott kutatási, kísérleti feladatokat. Éjszakai leszállással tértek vissza. Egy űrszolgálata alatt összesen 5 napot, 1 órát és 16 percet (121 óra)  töltött a világűrben. 3 328 466 kilométert (2 068 213 mérföldet) repült, 80-szor kerülte meg a Földet.
- STS–82, a Discovery űrrepülőgép 22. repülésének küldetésfelelőse. A Hubble űrtávcső (HST) második javítása volt a legfőbb feladat. Elvégezték a meghatározott kutatási, kísérleti feladatokat. Éjszakai leszállással tértek vissza. Egy űrszolgálata alatt összesen 9 napot, 23 órát és 37 percet (240 óra) töltött a világűrben. 10 500 000 kilométert (6 500 000 mérföldet) repült, 149-szer kerülte meg a Földet.
- STS–93, a Columbia űrrepülőgép 26. repülésének küldetésfelelőse. Fő feladata a Chandra űrtávcső (hivatalosan: Chandra X-Ray Observatory) pályába helyezése volt. Éjszakai leszállással tértek vissza kiinduló bázisukra. Elvégezték a meghatározott kutatási, kísérleti feladatokat. Egy űrszolgálata alatt összesen 4 napot, 22 órát és 50 percet (119 óra) töltött a világűrben. 2 890 000 kilométert (1 800 000 mérföldet) repült, 80-szor kerülte meg a Földet.